# Nothus selene
Nothus selene är en fjärilsart som beskrevs av Achille Guenée 1857. Nothus selene ingår i släktet Nothus och familjen Sematuridae. Inga underarter finns listade i Catalogue of Life.